# Niccolò degli Alberti

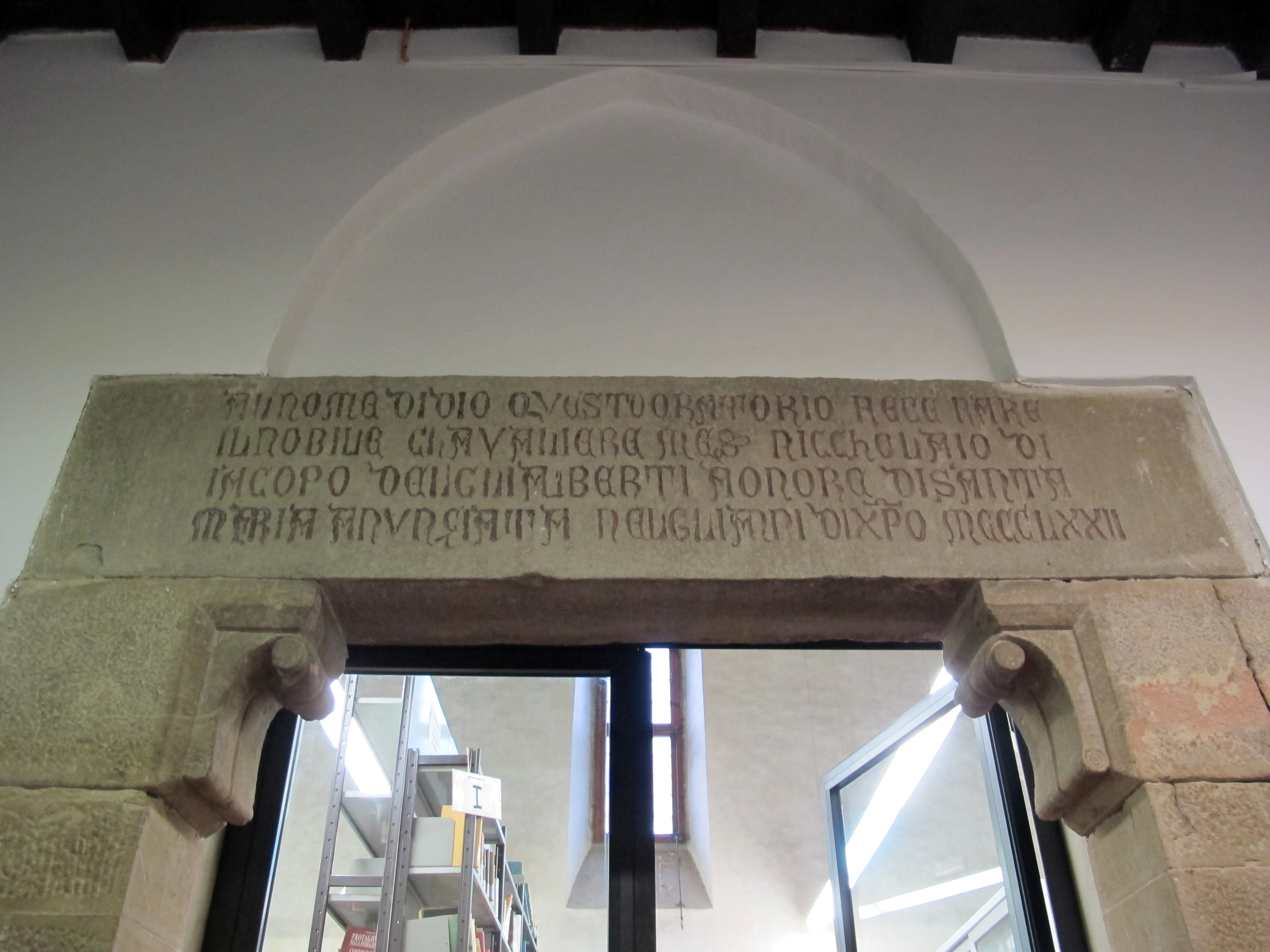
Iscrizione che ricorda Niccolò degli Alberti su un portale trecentesco dell'ospizio di Orbatello in via della Pergola

Niccolò di Jacopo degli Alberti (Firenze, 1327 circa – 7 agosto 1377) è stato un banchiere, diplomatico e mecenate italiano.

## Biografia
Figura di spicco della vita politica cittadina della sua epoca, fu priore delle arti nel 1355 e Gonfaloniere di Giustizia nel 1367. Nel 1364 fu tra i mediatori della pace con Pisa e ambasciatore ad Avignone presso papa Urbano V, per indurlo a tornare alla sede di Roma. 
Dal 1361, col cugino Benedetto di Nerosso Alberti, tenne le redini della compagnia commerciale familiare. Lasciò molte delle ricchezze per l'istituzione benefica dell'ospedale di Orbatello. Al suo funerale in Santa Croce fu salutato da grandi dimostrazioni di cordoglio popolare: grazie alle sue numerose opere di bene si era infatti guadagnato l'appellativo di "Padre dei poveri".